# ラブファントム
『ラブファントム』（英語: Love is Phantom.）は、みつきかこによる日本の漫画作品。『プチコミック』（小学館）にて2014年12月8日発売の2015年1月号から連載。2022年2月8日発売の同誌3月号より、長期休載となることを発表。2025年3月時点で累計部数は500万部を突破している。
恋愛経験のないホテルカフェの女性店員と空中庭園で出会ったホテルに勤務する謎の男性がキスを続けることで紡がれる、大人の恋の物語である。
2021年5月から桐山漣主演でテレビドラマ化された。

## あらすじ
マグノリアオリエントホテル内のテナントカフェで働く平沢百々子は、仕事帰りに寄った空中展望台でスーツの男性・長谷慧と出会う。流れから彼とキスをしてしまい、戸惑う百々子は、次の日コーヒーのデリバリーに訪れたクラブフロアで、昼間の長谷と再会。彼は「怪人」と呼ばれるほど優秀なホテルマンだった。

## 登場人物
平沢百々子（ひらさわ ももこ）
本作の主人公。23歳。一流ホテル・マグノリアオリエントホテル内のテナントカフェ、「CARICO café」の女性店員。恋愛経験はなし。3姉妹の末妹で、両親とは死別。血の繋がらない祖母に育てられた。仕事の後、ホテルの空中展望台で夜景を眺めるのが習慣となっている。長谷とは人となりをよく知らないまま一目惚れに近い形で付き合うこととなる。
長谷慧（はせ けい）
一流ホテル・マグノリアオリエントホテルの従業員でクラブフロア常勤。40歳手前の男性。「怪人」とあだ名されるほど優秀で、40歳手前とは思えないほど容姿端麗。
ホテルの空中展望台で百々子と出会い、付き合うようになる。10歳の時に母親と死別。母親の家を相続し、成人以降はその家で一人暮らししていた。
木村（きむら）
マグノリアオリエントホテル内のテナントカフェ、「CARICO cafe」の女性店長。長谷とは20年来の知り合い。
相楽淳平（さがら じゅんぺい）
マグノリアオリエントホテル内のテナントカフェ、「CARICO cafe」の新人従業員として入った青年。百々子に指導を受けている。百々子に惹かれている。
深見佑（ふかみ ゆう）
長谷の高校以来の同級生で友人の男性。マグノリアオリエントホテルでバーテンダーとして勤務。

## 書誌情報
- みつきかこ 『ラブファントム』 小学館〈フラワーコミックス〉、既刊13巻（2024年11月8日現在）
  1. 2015年6月10日発売[小 1]、ISBN 978-4-09-137107-2
  2. 2015年11月10日発売[小 2]、ISBN 978-4-09-137755-5
  3. 2016年4月8日発売[小 3]、ISBN 978-4-09-138334-1
  4. 2016年9月9日発売[小 4]、ISBN 978-4-09-138548-2
  5. 2017年3月10日発売[小 5]、ISBN 978-4-09-139244-2
  6. 2017年10月10日発売[小 6]、ISBN 978-4-09-139439-2
  7. 2018年4月10日発売[小 7]、ISBN 978-4-09-139840-6
  8. 2018年12月10日発売[小 8]、ISBN 978-4-09-870246-6
  9. 2019年5月10日発売[小 9]、ISBN 978-4-09-870464-4
  10. 2019年11月8日発売[小 10]、ISBN 978-4-09-870677-8
  11. 2021年1月8日発売[小 11]、ISBN 978-4-09-871263-2
  12. 2021年8月10日発売[小 12]、ISBN 978-4-09-871430-8
  13. 2024年11月8日発売[小 13]、ISBN 978-4-09-872849-7

## テレビドラマ
2021年5月14日から7月16日まで毎日放送の深夜ドラマ枠『ドラマ特区』で放送された。主演は桐山漣。

### キャスト
長谷慧（はせ けい）〈38〉
演 - 桐山漣（幼少期：長野蒼大）
容姿端麗でスマートな性格のエリートホテルマン。
平沢百々子（ひらさわ ももこ）〈22〉
演 - 小西桜子
ホテル内にあるカフェの店員。
木村雅江（きむら まさえ）〈38〉
演 - 佐藤めぐみ
百々子が勤務するホテルカフェの店長。
深見佑（ふかみ ゆう）〈38〉
演 - 久保田悠来
ホテルのバーテンダーで、慧の友人。
相楽淳平（さがら じゅんぺい）〈21〉
演 - 細田佳央太
ホテルカフェの新人焙煎士。
長谷啓美
演 - 松本若菜
慧の母。慧が12歳の時に亡くなっている。
平万由子（たいら まゆこ）〈29〉
演 - 堀田茜
百々子の姉で、モデル。
長谷葵（はせ あおい）
演 - 多岐川裕美
慧の継母。
原権太（はら ごんた）〈63〉
演 - 村上弘明
慧が勤務するホテルの代表取締役会長。

### スタッフ
- 原作 - みつきかこ 『ラブファントム』（プチコミック〈小学館〉連載中）
- 監督 - 御法川修
- 脚本 - 本山久美子、御法川修、女里山桃花、大谷洋介
- オープニングテーマ - JO1「Dreaming Night」（LAPONEエンタテイメント）[10]
- エンディングテーマ - all at once「23:59」（Being）[11]
- 音楽 - 木戸崇博、村田有希、Anoice
- 制作プロダクション - スタジオブルー
- 製作 - 「ラブファントム」製作委員会、毎日放送

### 放送日程
| 話数   | 放送日   | 放送日       | サブタイトル             | 脚本       |
| 話数   | 毎日放送 | テレビ神奈川 | サブタイトル             | 脚本       |
| ------ | -------- | ------------ | ------------------------ | ---------- |
| 第1話  | 5月14日  | 5月13日      | あのキスが忘れられなくて | 御法川修   |
| 第2話  | 5月21日  | 5月20日      | 雨に濡れた甘い夜         | 御法川修   |
| 第3話  | 5月28日  | 5月27日      | 嫉妬は蜜の味             | 女里山桃花 |
| 第4話  | 6月04日  | 6月03日      | 貴方が欲しくてたまらない | 本山久美子 |
| 第5話  | 6月11日  | 6月10日      | 怖いほどに愛おしい人     | 大谷洋介   |
| 第6話  | 6月18日  | 6月17日      | みんな誰かに恋をして     | 本山久美子 |
| 第7話  | 6月25日  | 6月24日      | 溺れるほどに愛してる     | 女里山桃花 |
| 第8話  | 7月02日  | 7月01日      | 怪人の秘めた過去         | 大谷洋介   |
| 第9話  | 7月09日  | 7月08日      | 雨が連れてきてくれた人   | 本山久美子 |
| 最終話 | 7月16日  | 7月15日      | 貴方との約束の約束       | 本山久美子 |

### ネット局
| 放送期間                | 放送時間                     | 放送局       | 対象地域   | 備考              |
| ----------------------- | ---------------------------- | ------------ | ---------- | ----------------- |
| 2021年5月14日 - 7月16日 | 金曜 0:59 - 1:29（木曜深夜） | 毎日放送     | 近畿広域圏 | 製作局            |
| 2021年5月13日 - 7月15日 | 木曜 23:00 - 23:30           | テレビ神奈川 | 神奈川県   | 1時間59分先行放送 |
| 2021年5月14日 - 7月16日 | 金曜 23:00 - 23:30           | 千葉テレビ   | 千葉県     |                   |
| 2021年5月20日 - 7月22日 | 木曜 0:00 - 0:30（水曜深夜） | テレビ埼玉   | 埼玉県     |                   |
|                         | 木曜 22:30 - 23:00           | とちぎテレビ | 栃木県     |                   |
|                         | 木曜 23:30 - 翌 0:00         | 群馬テレビ   | 群馬県     |                   |

| 毎日放送 ドラマ特区 | 毎日放送 ドラマ特区 | 毎日放送 ドラマ特区 |
| 前番組              | 番組名              | 次番組              |
| ------------------- | ------------------- | ------------------- |
| RISKY               | ラブファントム      | 初情事まであと1時間 |

### 小学館コミック
以下の出典は小学館コミックの記事に基づく。書誌情報の発売日の出典としている。
1. ↑  “ラブファントム 1”. 小学館コミック.  小学館. 2021年1月8日閲覧。
2. ↑  “ラブファントム 2”. 小学館コミック.   小学館. 2021年1月8日閲覧。
3. ↑  “ラブファントム 3”. 小学館コミック.   小学館. 2021年1月8日閲覧。
4. ↑  “ラブファントム 4”. 小学館コミック.   小学館. 2021年1月8日閲覧。
5. ↑  “ラブファントム 5”. 小学館コミック.   小学館. 2021年1月8日閲覧。
6. ↑  “ラブファントム 6”. 小学館コミック.   小学館. 2021年1月8日閲覧。
7. ↑  “ラブファントム 7”. 小学館コミック.   小学館. 2021年1月8日閲覧。
8. ↑  “ラブファントム 8”. 小学館コミック.   小学館. 2021年1月8日閲覧。
9. ↑  “ラブファントム 9”. 小学館コミック.   小学館. 2021年1月8日閲覧。
10. ↑  “ラブファントム 10”. 小学館コミック.   小学館. 2021年1月8日閲覧。
11. ↑  “ラブファントム 11”. 小学館コミック.   小学館. 2021年1月8日閲覧。
12. ↑  “ラブファントム 12”. 小学館コミック.   小学館. 2021年8月10日閲覧。
13. ↑  “ラブファントム 13”. 小学館コミック.   小学館. 2024年11月8日閲覧。